# Trachelospermum jasminoides
Trachelospermum jasminoides är en oleanderväxtart som först beskrevs av John Lindley, och fick sitt nu gällande namn av Lem.. Trachelospermum jasminoides ingår i släktet Trachelospermum och familjen oleanderväxter. Inga underarter finns listade i Catalogue of Life.

## Källor

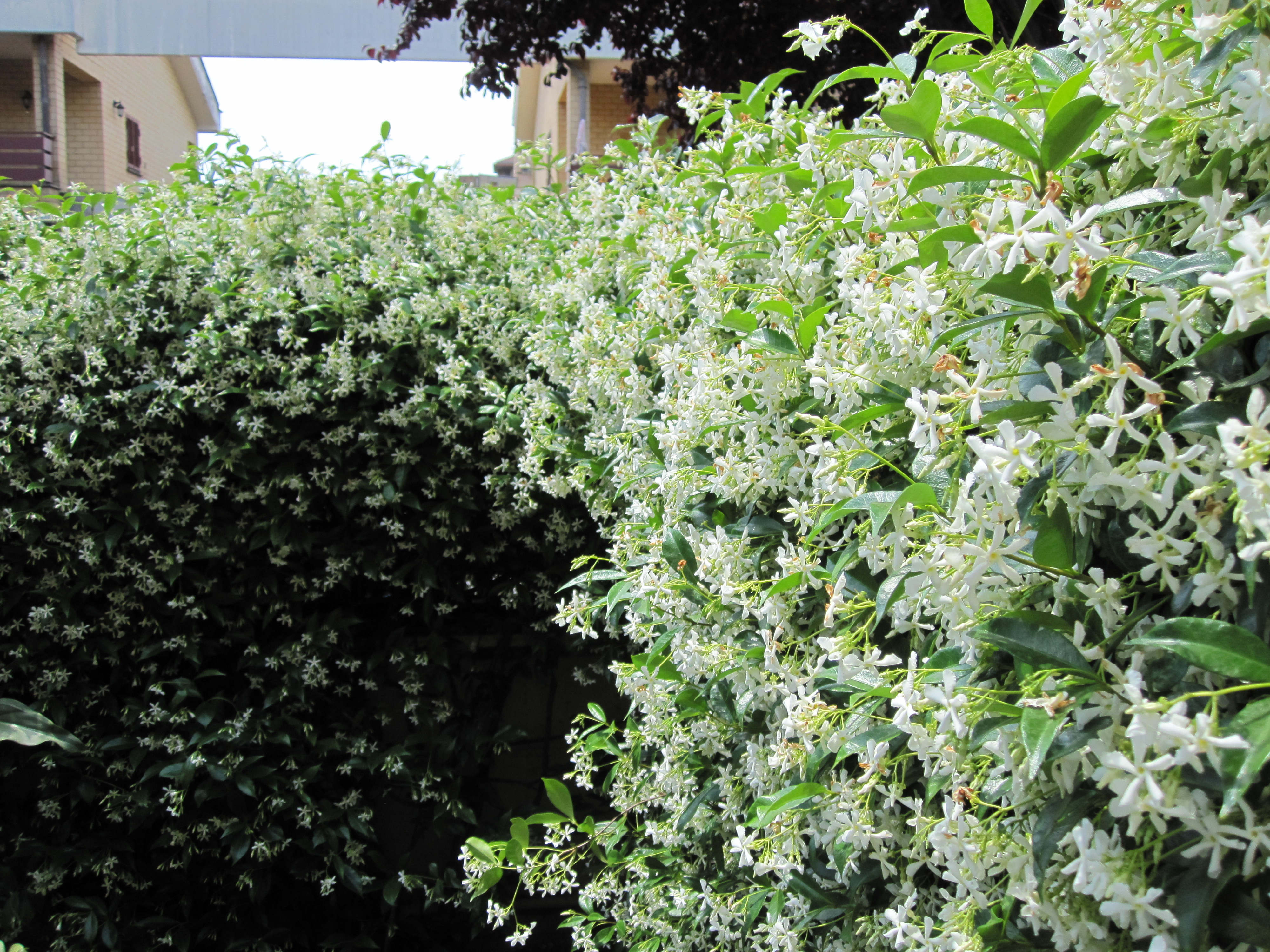
Rhyncospermun jasminoide